# Larus marinus

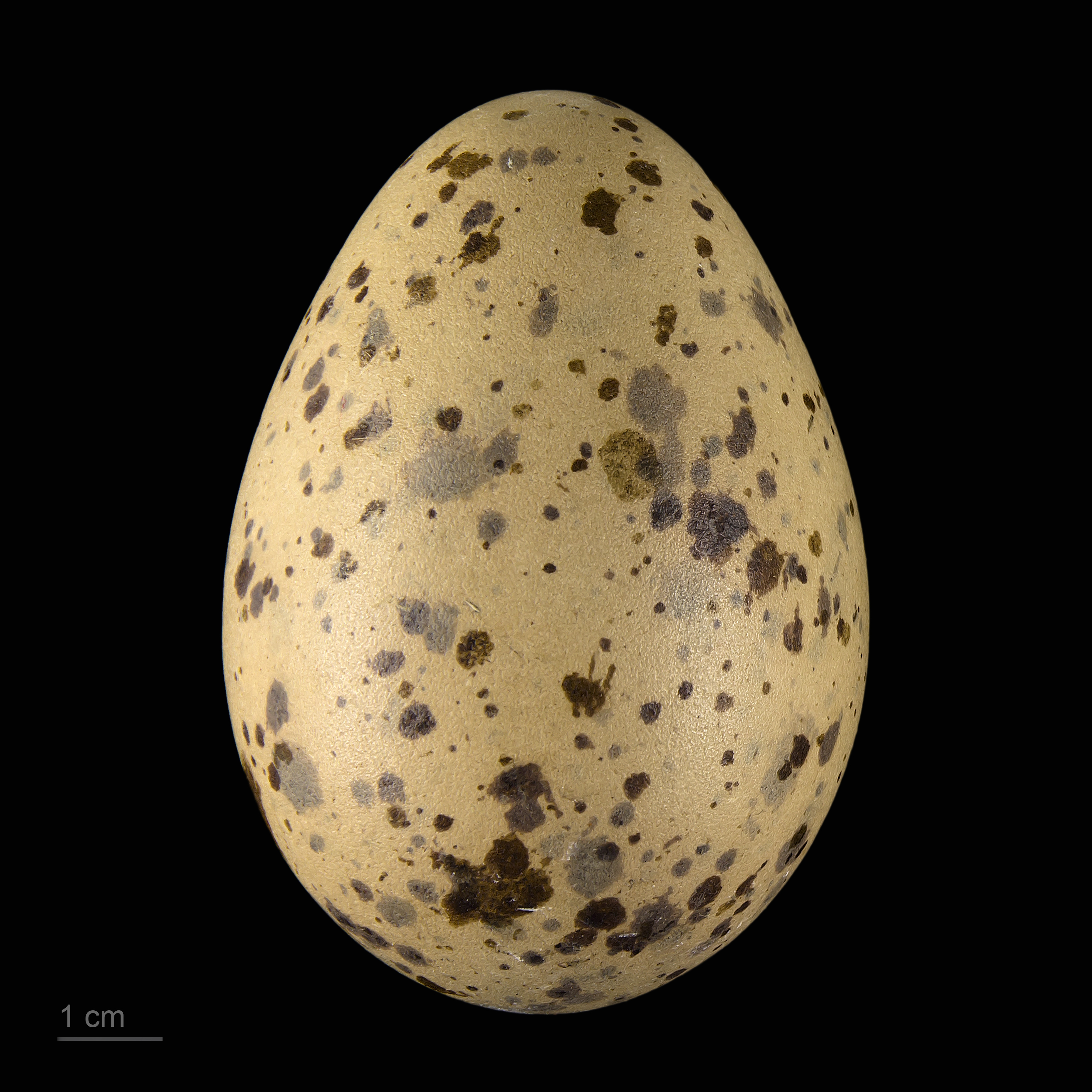
Uovo di Larus marinus

Il mugnaiaccio (Larus marinus, Linneus 1758) è un uccello della famiglia dei Laridi.

## Sistematica
Larus marinus non ha sottospecie, è monotipico.

## Distribuzione e habitat

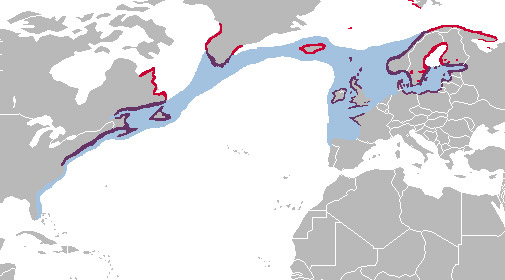
Principale areale distributivo di Larus marinus

Questo gabbiano vive in tutta Europa, nel versante atlantico del Nord America e nel Nordafrica. È presente anche nei Caraibi e nella Russia asiatica. Più raro in India, nella Penisola Arabica, nel Nord America occidentale e nel nord del Sud America. In Italia è rarissimo;  sono stati avvistati solo pochi esemplari nel mar Tirreno, nel delta del Po e in Puglia.
Il mugnaiaccio è un gabbiano molto aggressivo e un cacciatore opportunista: di solito caccia esemplari adulti oppure uova o pulcini di anatre, oche, sterne, piccioni. Talvolta ruba il cibo persino al falco pescatore. L'apertura alare del mugnaiaccio può raggiungere i 170 cm.